# Івона Хорват
Івона Хорват (нар. 13 лютого 1973) — колишня хорватська тенісистка.
Найвищу одиночну позицію світового рейтингу — 320 місце досягла 19 вересня 1994, парну — 252 місце — 23 серпня 1993 року.
Здобула 4 одиночні та 6 парних титулів туру ITF.
Завершила кар'єру 1996 року.

## Фінали ITF
| Легенда          |
| ---------------- |
| Турніри $100,000 |
| Турніри $75,000  |
| Турніри $50,000  |
| Турніри $25,000  |
| Турніри $10,000  |

### Одиночний розряд (4–2)
| Результат | Ранг | Дата            | Турнір                          | Покриття | Суперниця        | Рахунок       |
| --------- | ---- | --------------- | ------------------------------- | -------- | ---------------- | ------------- |
| Перемога  | 1.   | 17 вересня 1990 | Супетар, Югославія              | Ґрунт    | Ольга Лугіна     | 6–1, 7–5      |
| Поразка   | 2.   | 24 лютого 1992  | Кастельйон-де-ла-Плана, Іспанія | Ґрунт    | Павліна Райзлова | 6–7, 2–6      |
| Перемога  | 3.   | 28 червня 1993  | Супетар, Югославія              | Ґрунт    | Лаура Монтальво  | 0–6, 6–1, 6–4 |
| Поразка   | 4.   | 20 вересня 1993 | Рабаць, Хорватія                | Ґрунт    | Віраг Чурго      | 2–6, 6–3, 3–6 |
| Перемога  | 5.   | 18 квітня 1994  | Бол, Хорватія                   | Ґрунт    | Бланка Кумбарова | 6–0, 6–2      |
| Перемога  | 6.   | 20 червня 1994  | Загреб, Хорватія                | Ґрунт    | Рената Кохта     | 6–3, 2–6, 6–1 |

### Парний розряд (6–7)
| Результат | No  | Дата            | Турнір                          | Покриття | Партнерка         | Суперниці                            | Рахунок            |
| --------- | --- | --------------- | ------------------------------- | -------- | ----------------- | ------------------------------------ | ------------------ |
| Перемога  | 1.  | 15 жовтня 1990  | Супетар, Югославія              | Ґрунт    | Ева Мартінцова    | Ігнатьєва Тетяна Сухова Ірина        | 6–3, 6–3           |
| Поразка   | 2.  | 18 березня 1991 | Бол, Югославія                  | Ґрунт    | Ева Мартінцова    | Софі Альбінус Мерете Баллінґ-Стокман | 2–6, 3–6           |
| Поразка   | 3.  | 25 березня 1991 | Супетар, Югославія              | Ґрунт    | Ева Мартінцова    | Домініка Горецька Івана Гаврлікова   | 6–2, 2–6, 5–7      |
| Поразка   | 4.  | 8 квітня 1991   | Белград, Югославія              | Ґрунт    | Ева Мартінцова    | Жанетта Гусарова Зденька Малкова     | 0–6, 6–7(11–13)    |
| Перемога  | 5.  | 7 липня 1991    | Дубровник, Югославія            | Ґрунт    | Любомира Бачева   | Погорелова Олена Сухова Ірина        | 5–7, 6–3, 6–3      |
| Поразка   | 6.  | 24 лютого 1992  | Кастельйон-де-ла-Плана, Іспанія | Ґрунт    | Жанетта Гусарова  | Ева Мартінцова Павліна Райзлова      | 5–7, 6–2, 1–6      |
| Перемога  | 7.  | 10 серпня 1992  | Мюнхен, Німеччина               | Ґрунт    | Хрістіна Захаріду | Рената Кохта Кароліна Шнайдер        | 6–4, 3–6, 6–2      |
| Перемога  | 8.  | 7 червня 1993   | Мурська Собота, Словенія        | Ґрунт    | Тіна Вукасович    | Tonia Bayley Maja Wittke             | 6–2, 6–3           |
| Перемога  | 9.  | 21 червня 1993  | Загреб, Хорватія                | Ґрунт    | Тіна Вукасович    | Светлана Кривенчева Ванесса Маттіс   | 7–5, 4–6, 6–2      |
| Поразка   | 10. | 28 червня 1993  | Супетар, Хорватія               | Ґрунт    | Тіна Вукасович    | Катажина Малець Александра Ольша     | 5–7, 6–7(5–7)      |
| Поразка   | 11. | 2 серпня 1993   | Мюнхен, Німеччина               | Ґрунт    | Мартіна Гаутова   | Петра Рацлавська Ленка Немечкова     | 6–2, 3–6, 2–6      |
| Поразка   | 12. | 27 вересня 1993 | Малий Лошинь, Хорватія          | Ґрунт    | Тіна Вукасович    | Гелена Вілдова Александра Ольша      | 0–6, 7–6(7–5), 3–6 |
| Перемога  | 13. | 20 червня 1994  | Загреб, Хорватія                | Ґрунт    | Сабіне Гас        | Ivana Ivanek Сабіне Реш              | 6–2, 6–3           |